# Dringu (plaats)
Dringu is een bestuurslaag in het regentschap Probolinggo van de provincie Oost-Java, Indonesië. Dringu telt 3643 inwoners (volkstelling 2010).